# Нуйкин, Андрей Александрович
Андре́й Алекса́ндрович Ну́йкин (14 августа 1931, Новосибирск, РСФСР, СССР — 17 сентября 2017) — советский и российский критик, писатель, публицист. Кандидат искусствоведения. Член Союза писателей СССР (1976), секретарь Союза писателей Москвы.

## Биография
В 1953 году окончил Новосибирский государственный педагогический институт по специальности «учитель русского языка и литературы».
В 1966 году защитил диссертацию на соискание учёной степени кандидата искусствоведения по теме «Особенности эстетического познания мира».
В 1987 году в журнале «Новый мир» в статье «Новое богоискательство и старые догмы» выступил с резкой критикой С. Т. Калтахчяна и И. А. Крывелёва в их антирелигиозной оценке романа Ч. Т. Айтматова «Плаха». Приобрёл широкую известность в начале 1988 года, опубликовав в двух номерах журнала «Новый мир» статью «Идеалы или интересы» (впоследствии работа вышла отдельной брошюрой). С позиций классового подхода автор определял номенклатурную бюрократию как социальную силу, враждебную общественным интересам. В 1988—1991 годах являлся одним из самых радикальных представителей перестроечной публицистики.
Состоял в Комитете российской интеллигенции «Карабах» (КРИК). За статьи в поддержку Карабахского движения весной 1991 года стал фигурантом уголовного дела по статье 74-1 УК РСФСР — «разжигание межнациональной розни» (инициатором преследования выступил Виктор Илюхин).
В октябре 1993 году подписал «Письмо 42-х», призывающее к жестокому подавлению антиельцинской оппозиции.
На парламентских выборах 1993 года был избран в Государственную Думу по списку Выбора России. Состоял в одноимённой думской фракции во главе с Егором Гайдаром (6 октября 1995 года вышел из фракции), член комитета ГД по образованию, культуре и науке.
В марте 1994 года член инициативной группы по созданию партии Демократический выбор России (ДВР).
В середине 1990-х годов, особенно во время думской кампании 1995 и президентской кампании 1996, Андрей Нуйкин резко критиковал КПРФ.
По мировоззрению являлся атеистом.
Урна с прахом захоронена в колумбарии Донского кладбища.

## Сочинения

### Проза, критика
- Ты, я и счастье. — М.: Молодая гвардия, 1964. — 192 с. — 65 000 экз.
- Рассказы о высоких словах. — М.: Молодая гвардия, 1968. — 112 с. — 100 000 экз.
- Где ночуют миражи (под псевд. А. Тарасов). — М.: Детская литература, 1978. — 191 с. — 100 000 экз.
- Вы — молодые хозяева страны (под псевд. Андрей Тарасов). — М.: Московский рабочий, 1980. — 208 с. — 50 000 экз.
- Закон и долг (под псевд. Андрей Тарасов). — М.: Московский рабочий, 1981. — 208 с. — 50 000 экз.
- Искусство и нравственность. — М.: Знание, 1981. — 56 с. — 87 730 экз.
- Между нами, мужчинами… (под псевд. Андрей Тарасов). — М.: Московский рабочий, 1983. — 208 с. — 50 000 экз.
- Зрелость художника: Очерк творчества Сергея Залыгина. — М.: Советский писатель, 1984. — 344 с. — 18 000 экз.
- Совесть (под псевд. Андрей Тарасов). — М.: Московский рабочий, 1985. — 240 с. — 50 000 экз.
- Посвящение в рыцари. Сказка // «Наука и жизнь». — 1989. — № 2—4.
- Посвящение в рыцари. Сказка (перепечатка журнального варианта). — М.: Воздушный транспорт, 1989. — 96 с. — 100 000 экз.
- The Challenges We Face (Спасёт ли мир красота?) — М.: Progress Publishers, 1989. — 232 с. — 2470 экз. (англ.)
- Идеалы или интересы? — М.: Книга, 1990. — 144 с. — 70 000 экз.
- Ох, социализм, социализм! — М.: Правда, 1990. — 64 с. — (Библиотека журнала «Огонёк», № 51). — 146 000 экз.
- Мужской разговор. — М. — Детская литература, 1990. — 224 с. — 100 000 экз.
- Мы и Они: сборник публицистических статей. — М.: СП «Интерпринт», 1990. — 96 с. — 96 000 экз.
- На том стою!..: Нравственные ориентиры в сегодняшней литературе. — М.: Советский писатель, 1991. — 352, [1] с. — 20 000 экз. — ISBN 5-265-01504-3.
- Ползём к демократии. Из публицистики последних лет. — М.: Московский рабочий, 1995. — 96 с. — 5000 экз.
- «Досье на Андрея Нуйкина: Публицистическое выступление» (составленное Татьяной Кузовлевой). — М.: Semetey, 1995. — 112 с. — 1000 экз.
- Испытание Чечнёй. — М.: Nota Bene, 1996. — 64 с.
- Неприкосновенность границ или право наций на самоопределение? — Рязань: Узорочье, 2003. — 64 с. — 200 экз.
- Неприкосновенность границ или право наций на самоопределение? — 2005. — 88 с.
- Боль моя — Карабах. — Ереван: Амарас, 2009. — 656 с.

### Публицистика
- Нуйкин А. А. Новое богоискательство и старые догмы // «Новый мир». — 1987. — № 4.
- Нуйкин А. А. Идеалы или интересы?: По страницам газет и журналов // «Новый мир»: журнал. — 1988. — № 1—2.
- Андрей Нуйкин. Страсти по Макаренко // «Народное образование». — 2002. — № 5. — С. 157—160.

## Память
В Арцахском государственном университете открыта аудитория в честь Андрея Нуйкина.